# N209 (België)
De N209 is een korte gewestweg in België. De weg van ongeveer 1,5 kilometer lang verbindt de Budabrug in Neder-Over-Heembeek (N260) met de autosnelweg R0 E19 E40 (afrit 6 Koningslo-Vilvoorde). De weg beschikt grotendeels over 2x2 rijstroken.